# Antonio Pezzella
Antonio Pezzella (Frattamaggiore, 3 gennaio 1948 – Roma, 26 novembre 2009) è stato un politico italiano.
Fu presidente di Poste Vita.